# Telmatochromis
Telmatochromis (Gr.: „telma“ = Sumpf, „Chromis“ = alte Bezeichnung für Buntbarsche) ist eine Gattung aus der Familie der Buntbarsche (Cichlidae), die im Tanganjikasee endemisch ist und dort in der Fels- und Übergangszone lebt. 

## Merkmale
Telmatochromis-Arten werden 7,5 bis 12 cm lang, die Weibchen bleiben etwas kleiner. Sie unterscheiden sich von den nah verwandten Gattungen Julidochromis und Lamprologus durch die Bezahnung, die auf der Außenreihe sitzenden Zähne sind konisch, die auf den Innenreihen mehr oder weniger dreispitzig. Charakteristisch ist eine hohe Zahl an Rückenflossenstacheln (18 bis 22), die Afterflosse besitzt drei Flossenstacheln. Rücken, After- und Bauchflossen enden spitz, die Schwanzflosse endet gerade oder ist abgerundet.
Innerhalb der Gattung lassen sich Arten mit einem sehr langgestreckten und Arten mit einem kompakten, etwas hochrückigeren Körperbau unterscheiden. Die Ersten zeigen ein oder zwei dunkle Längsbänder an den Körperseiten und ein helles Band an der Rückenflossenbasis. Die Angehörigen der zweiten Gruppe sind nicht so langgestreckt, sind seitlich etwas abgeflacht und besitzen somit einen ovalen Körperquerschnitt. Sie zeigen im Allgemeinen wenig Zeichnung und sind bräunlich. Männchen dieser Gruppe bekommen im Alter einen großen, bulligen Kopf mit einer wulstigen, vorspringende Stirn.

## Lebensweise
Telmatochromis-Arten leben an den Felsküsten und in der Übergangszone zwischen felsigen Biotopen und der Sandzone und ernähren sich vor allem von Algen. Sie bilden Reviere, die sie energisch gegenüber Artgenossen verteidigen. Die Eier werden in kleinen, sehr engen Höhlen, engen Felsspalten oder in Schneckenhäuser abgelegt. In einigen Regionen des Sees existieren Zwergformen in Anpassung an die Größe der Schneckenhäuser. Telmatochromis-Arten bilden eine Eltern- oder Mann-Mutter-Familie.

## Arten
Zur Gattung gehören acht Arten in drei Artengruppen. 
- langgestreckte Arten aus dem Tanganjikasee:
  - Telmatochromis brichardi Louisy, 1989
  - Telmatochromis bifrenatus Myers, 1936
  - Telmatochromis vittatus Boulenger, 1898
- hochrückige Arten  aus dem Tanganjikasee:
  - Telmatochromis brachygnathus Hanssens & Snoeks, 2003
  - Telmatochromis temporalis Boulenger, 1898
- Flüsse bewohnende Arten:Telmatochromis dhonti

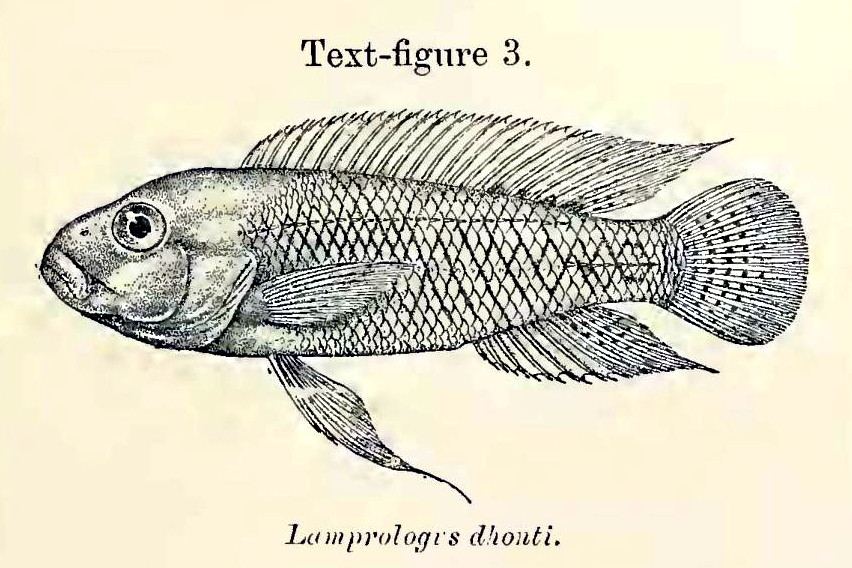
Telmatochromis dhonti

  - Telmatochromis devosi (Schelly, Stiassny & Seegers, 2003)[1]
  - Telmatochromis dhonti (Boulenger, 1919)
  - Telmatochromis salzburgeri Indermaur, Schedel & Ronco, 2024[1]